# کوسوکه ناکامورا
کوسوکه ناکامورا (ژاپنی: 中村 航輔؛ زادهٔ ۲۷ فوریهٔ ۱۹۹۵) بازیکن فوتبال اهل ژاپن است.
از باشگاه‌هایی که در آن بازی کرده‌است می‌توان به کاشیوا ریسول و آویسپا فوکوئوکا اشاره کرد.
وی همچنین در تیم ملی فوتبال ژاپن نیز بازی کرده‌است.